# 다치마치촌
다치마치촌(立待村)은 후쿠이현 뉴군에 있던 촌이다. 현재의 사바에시의 북서쪽에 해당한다.

## 역사
- 1889년 4월 1일 - 정촌제 시행에 의해 11개 촌의 구역을 가지고 성립하였다.
- 1955년 1월 15일 - 사바에정, 신메이정, 나카가와촌, 가타카미촌, 뉴군 요시카와촌, 유타카촌과 합병해 사에바시가 성립하여, 동일 다치마치촌은 페지되었다.

## 참고문헌
- 角川日本地名大辞典 18 福井県